# 太阳岛国际雪雕艺术博览会
太阳岛国际雪雕艺术博览会，简称“雪博会”或“太阳岛雪博会”，是中国雪雕艺术的发源地，是中国哈尔滨国际冰雪节的重要组成部分，也是哈尔滨冬季旅游的最大亮点之一。太阳岛雪博会与冰雪大世界、兆麟公园冰灯艺术博览会并称哈尔滨国际冰雪节的三大景观。由于每年雪博会的展出周期长（60-70天），质量高，规模大，所以号称“世界上最大的冰雪狂欢嘉年华”。

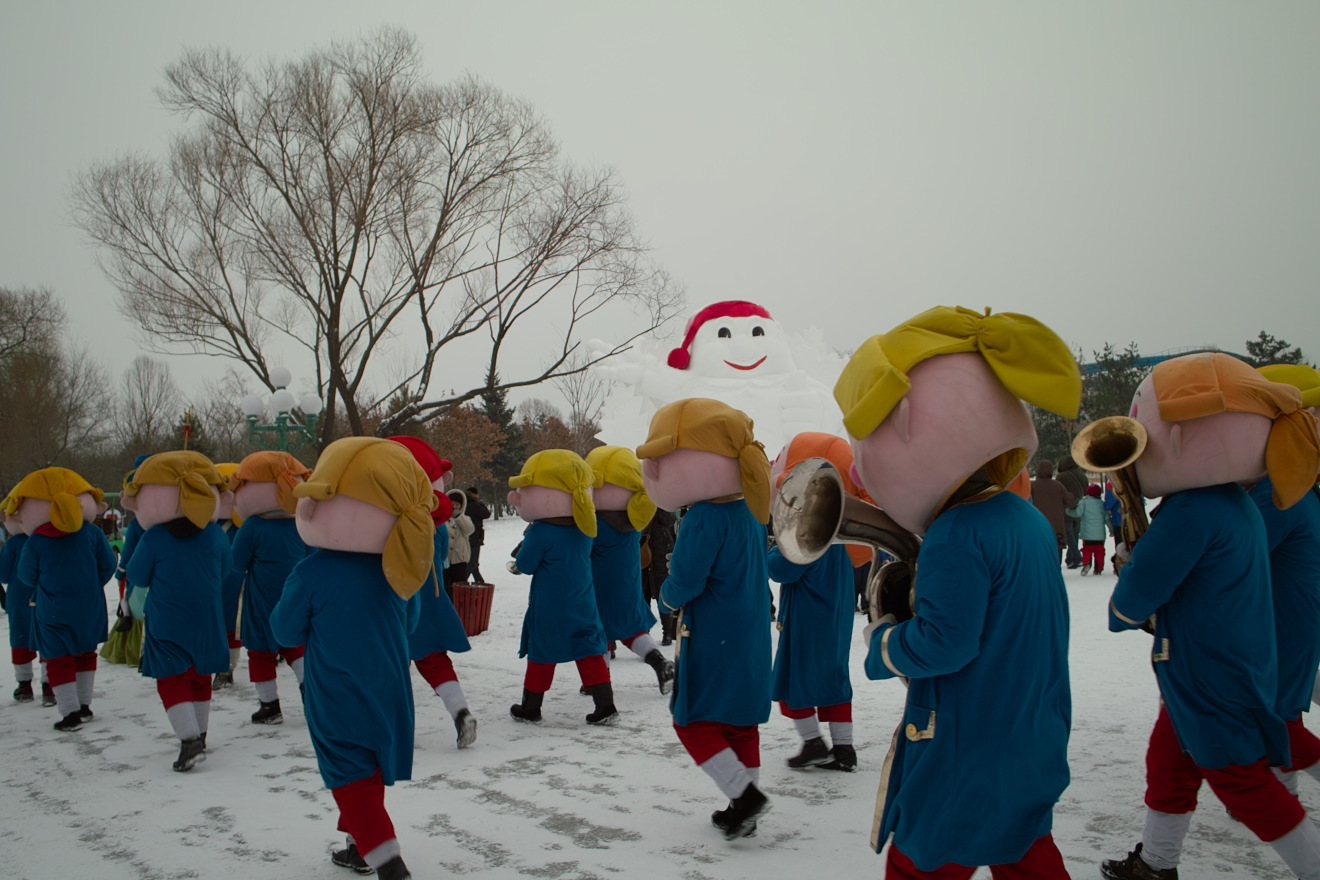
2009年太阳岛圣诞节

## 创办
1988年12月至1989年1月，太阳岛风景区管理处在哈尔滨城管局的支持下，举办了哈尔滨第一届群众雪雕比赛，共120多名选手参赛，作品展出20天，吸引了数千游客，使冬季的太阳岛热闹起来。这届比赛后来被确定为哈尔滨太阳岛第一届雪雕游园会，它标志着哈尔滨雪雕艺术的兴起。此后，随着雪雕游园会规模的逐年扩大，哈尔滨市雪雕比赛、黑龙江省雪雕比赛、黑龙江省青少年雪雕比赛、全国雪雕比赛、国际雪雕比赛等五项赛事成功举办，其国际影响力也逐步提高，雪雕艺术得到了快速发展。2000年雪雕游园会更名为雪雕艺术博览会，标志着哈尔滨雪雕艺术走向成熟。

## 发展概况
从第二届雪雕游园会开始，哈尔滨太阳岛风景区管理处每年都成立了雪雕游园会指挥部，负责筹备、施工、展出管理等项工作，下设临时性机构雪雕办公室进行具体操作。第二届至第四届雪雕游园会用雪量800立方米，作品在50件左右。初步划分了景区，设置了打滑梯、乘冰帆等游乐项目，由于天然雪杂质较多，不耐风化和日晒，展出时间只有20天。
从1993年的第五届雪雕游园会开始，人工造雪机的使用改变了依靠自然降雪，为雪雕的发展奠定了坚实的雪源基础。哈尔滨太阳岛风景管理处将雪雕办公室确定为常设机构。自此，雪雕制作从规划设计、方案制定到组织施工、比赛和展出得以保证。
从第七届开始，市场化的雪雕游园会开始盈利，其后利润逐年增加，第十届雪雕会办会资金完全自筹。从第十一届开始，雪建筑工程采用了招投标方式。用雪数量从第五届的150立方米增加到第十一届的1万立方米，作品增加至186件。
2000年，雪雕游园会正式更名为太阳岛国际雪雕艺术博览会。2000年举办的第十二届雪博会，标志着哈尔滨雪雕艺术走向成熟。第十二届雪博会总雪量达1.8万立方米，等于第一届至第八届用雪量的总和，占地面积由10万平方米突破为30万平方米。雪塑园林打破传统造园格局，组成了半环形完整的游览观光路线，展出时间长达71天。
第十三届、第十四届雪博会又改变了以往雪塑作品采用堆砌制作的方法，改以大体量整体雕刻的手法，使得雪博会的作品在视觉效果和雕刻内涵上更具艺术表现力。以“雪之魂、冬之旅”为主题的第十四届雪博会，巧妙利用了太阳岛雪博园内自然的地形地貌，推出了八大景区，成为哈尔滨冰雪文化的新亮点。
2002年的第十五届雪博会更加特色鲜明。布局中非雪材料的应用增加，雪作品的体量增大，观赏性、参与性的雪雕作品增多。4.5万立方米用雪量、400余件雪作品打造出了精美的八大景区。

### 第十七届
第十七届雪博会在2004年12月举行，共分为以下八个景区：
浪漫雪旅
吉祥雪娃
太阳雪
冰雪驿站
梅香鸿运
辉煌华夏
四季雪风
沸腾雪乡

### 第十八届
第十八届雪博会在2005年12月举行，共分为以下七个景区：
瑞雪迎宾
泱泱华夏
黑土神韵
俄域风情
东瀛掠影
雪野欢歌
快乐归途

### 第十九届
2006年第十九届雪博会与加拿大魁北克冰雪名城蒙特利尔合作，打造国际品牌，以“枫叶红了的时候”为主题，以展现加拿大风光为主，选用加拿大代表性建筑、雕塑、冰雪活动作为表现内容，与雪雕展示、游乐活动相组合，成功打造出一个集观赏性、娱乐性、文化性、活动性为一体的冰雪盛会。
本届雪博会规划用雪量7万立方米，彩冰和普通冰量5000立方米，总占地范围约40公顷。规划设计分为七大景区，分别为“枫叶之旅”、“圣·丹尼斯街”、“胜利女神”、“史努比快乐城堡”、“和平使者”、“尼亚加拉风光”和“雪艺竞技”。本届雪博会除展示冰雪景观之外，还组织了丰富多彩的冰雪文化活动。

### 第二十届
第二十届雪博会于2007年12月举行，主题为“风情法兰西·相约哈尔滨”。本届雪博会主塑《浪漫风情》设计方案已经正式敲定。该主塑高35米，宽20米、长200米，总用雪量3万立方米。不仅是历届雪博会最高的雪雕作品，还将创下世界各国冰雪作品中的高度之最。该主塑中心是一位法国少女伸展双臂舞动着200余米的飘逸长纱，其优雅的姿态、迷人的神情和手中醉人的香槟酒，展现了法国的浪漫风情。同时，主塑上还雕有反映中法两国文化和友谊的符号，有代表太阳岛的太阳石、冰花、雪花、树挂，有法国著名建筑圣心教堂和圣米歇尔山修道院，还有法国著名雕塑《地中海》、《河》以及法国新古典主义代表画家安格尔的《泉》等。主塑中随风飘动的面纱上雕有9枝玫瑰花，象征中法两国友谊地久天长。